# Carleton, Lancashire
Carleton är en ort i distriktet Wyre, i grevskapet Lancashire, i England. Orten hade 4 795 invånare år 2021. Carleton var en civil parish 1866–1934 när blev den en del av Blackpool, Poulton le Fylde och Thornton. Civil parish hade 1 508 invånare år 1931. Byn nämndes i Domedagsboken (Domesday Book) år 1086, och kallades då Carlentun.